# Hamo Ibrulj
Hamo Ibrulj (Ljubuški, 1946. – Zagreb, 19. listopada 2008.), akademski slikar. Na Akademiji likovnih umjetnosti u Zagrebu diplomirao je 1975. godine da bi se specijalizirao u Parizu 1981. godine. Prvu samostalnu izložbu imao je 1970. godine.
Izlagao je na više od 100 samostalnih i grupnih izložbi, a slike mu se nalaze u kolekcijama širom svijeta, pa tako i u Metropoliten Museumu u New Yorku. Dobitnik je mnogih vrijednih nagrada i povelja za slikarstvo. Živio je i radio u Zagrebu i Ljubuškom. Umro je 19. listopada 2008. u Zagrebu te pokopan u Sesvetama.